# 傑西·費爾
傑西·費爾（英語：Jesse Fell）是美國賓夕法尼亞州威爾克斯-巴里早期政治領袖，也是第一個成功製造無菸煤的發明家。自從1808年其發現這一技術法後獲得廣泛使用，進而促進美國燃料來源的工業革命。